# Vesterø Sogn
Vesterø Sogn er et sogn i Hjørring Nordre Provsti (Aalborg Stift).
Læsøs 3 sogne (Byrum Sogn, Vesterø Sogn og Hals Sogn) hørte til Læsø Herred i Hjørring Amt og udgjorde i 1800-tallet én sognekommune. Læsø Kommune blev bevaret ved kommunalreformen i 1970 og strukturreformen i 2007.
I Vesterø Sogn ligger Vesterø Kirke.
I sognet findes følgende autoriserede stednavne:
- Ambrosgårde (bebyggelse)
- Borfeld (areal)
- Børum Gårde (bebyggelse)
- Filstrøm (vandareal)
- Flarum (bebyggelse)
- Hvent (bebyggelse)
- Hvidbanke (areal)
- Nordre Rønner (areal, ejerlav)
- Pentstrøm (vandareal)
- Ræpynt (areal)
- Sithiem (bebyggelse)
- Strandvejen (bebyggelse)
- Svinehaven (bebyggelse)
- Sønder Nyland (areal)
- Tørkeriet (bebyggelse)
- Vester Nyland (areal)
- Vesterø (bebyggelse, ejerlav)
- Vesterø Havn (bebyggelse)
- Vesterø Mejeriby (bebyggelse)